# Legio I Isaura Sagittaria

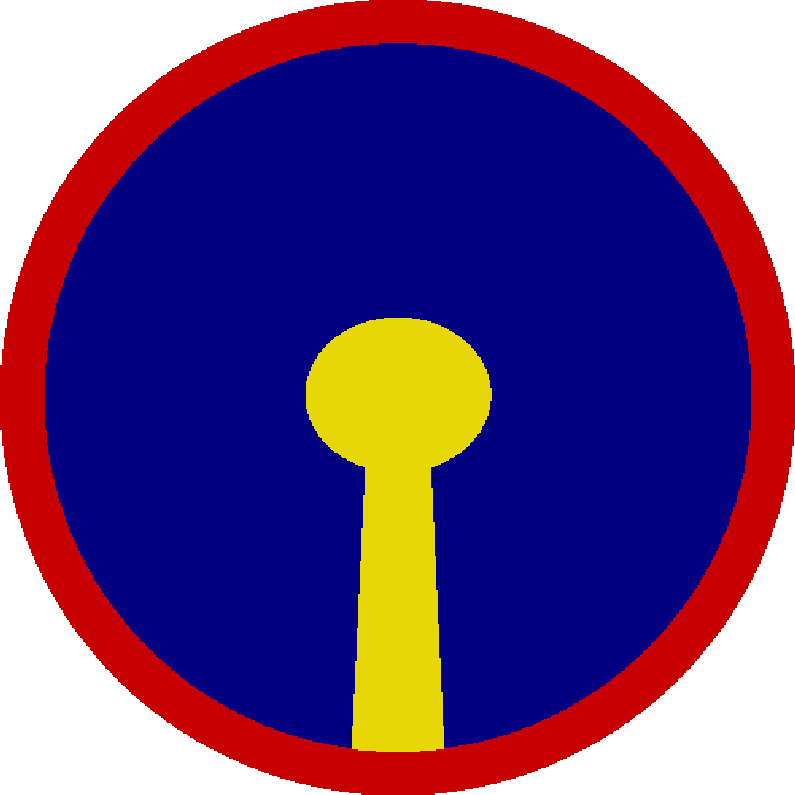
Schildbemalunmg der Prima Isauria Sagittaria im frühen 5. Jahrhundert

Die Legio I Isaura Sagittaria („1. isaurische Bogenschützenlegion“) war eine Legion der römischen Armee, die von Diokletian (284–305) gegen Ende seiner Herrschaft zum Schutz der römischen Provinz Isauria im Taurusgebirge Kleinasiens aufgestellt wurde. Die in der älteren Forschung vertretene These einer Aushebung zum Kampf gegen räuberische isaurische Bergstämme in Kleinasien um 278/279 durch Probus (siehe auch Lydius) gilt als widerlegt.
Der Name 'sagittaria' weist auf eine für Legionen ungewöhnliche Bewaffnung mit Pfeil und Bogen hin. Ursprünglich unterstand die Legion dem Comes per Isauriam als Limitanei (Grenzheer). Sie verfügte im frühen 4. Jahrhundert über eine Truppenstärke von etwa 6000 Mann, die im Laufe des Jahrhunderts auf etwa 2000 Mann herabgesetzt wurde.
Ammianus Marcellinus beschreibt in seinem Geschichtswerk, dass die Isaurier Mitte des 4. Jahrhunderts, wohl in den 350er Jahren, ihr Land verließen und einige Jahre als umherziehende Räuber die Küstenregion um Seleucia verheerten. Im Jahr 354 verteidigten die Legio I Isaura Sagittaria, Legio II Isaura und Legio III Isaura unter dem Befehl des Comes Castricius die Stadt Seleucia erfolgreich.
Wahrscheinlich wurde sie von Kaiser Valens (364–378) um 365/366 mobilisiert und als pseudocomitatenses dem Feldheer unterstellt, als dieser in Caesarea und Ankyra war und Truppen gegen den Usurpator Procopius brauchte. Im Jahr 368 kam es zu erneuten Raubzügen der Isaurier. Der vicarius Asiae Musonius wurde mit seinen Diogmiten (polizeiliche Hilfstruppe) aufgerieben. Erst der Einsatz der Grenz- und Feldlegionen konnte die Unruhen beenden. Im frühen 5. Jahrhundert unterstand die Legio I Isaura Sagittaria  als pseudocomitatenses dem Magister militum per Orientem.